# 정순기
정순기(Jong Sun Gi, ? ~ )는 북한의 언어학자, 사전 편찬자이다.

## 생애
사회과학원 언어학연구소(조선언어문화연구소) 연구사를 거쳐 교수가 됐다. '조선문화어사전'(1973년)과 '현대조선말사전'(1968년 초판, 1981년 개정판)의 개정판을 책임 편찬했다. 2005년 겨레말큰사전 남북공동편찬위원회 위원을 지냈다. 

## 기타
- 이극로가 북한에서 조선언어문화연구소장을 지내며 사전 편찬실을 주관할 때 그 밑에서 일했다.[2]